# Sinraptor
A Sinraptor (jelentése 'kínai tolvaj', a latin sino 'kínai' és raptor 'tolvaj' szavak összetételéből) a theropoda dinoszauruszok egyik neme, amelyet a késő jura időszaki shaximiao formációban, Kínában találtak. Első faját az S. dongit a kínai őslénykutató Dong Zhiming (Tung Cse-ming) tiszteletére nevezték el. Neve ellenére a Sinraptor nem áll rokonságban a (gyakran „raptoroknak” becézett) dromaeosauridákkal, például a Velociraptorral.
Philip J. Currie és Xian Zhao (Hszien Csao) fedezték fel egy közös kínai-kanadai expedíció során, a Kína északnyugati részén levő sivatagban, 1987-ben. A 3 méter magas és nagyjából 7,6 méter hosszú Sinraptornak két faja vált ismertté. Az S. dongi, a típusfaj, melyről Currie és Zhao 1994-ben készített leírást. A Yangchuanosaurus hepingensis nevű faj, melyet Gao Yuhui (Kao Jü-huj) nevezett el 1992-ben, lehet, hogy a Sinraptor második faja. Attól függetlenül, hogy ez igaz-e, a Sinraptor és a Yangchuanosaurus közeli rokonságban állnak egymással, és mindkettőt a Sinraptoridae családba sorolták be.

## Popkulturális hatás
- A Sinraptor hepingensis csontváza (hivatalosan Yangchuanosaurus néven) a Zigong Dinoszaurusz Múzeum kiállításán látható, a kínai Zigongban.
- A Miami Tudomány Múzeuma The Dinosaurs of China (Kína dinoszauruszai) című kiállításán szintén szerepelt a Sinraptor  csontváza, melyet a kínai múzeum kölcsönadott erre az alkalomra.
- Az állat mellékszereplőként feltűnik a BBC 2011-es Planet Dinosaur című dokumentumfilm-sorozatának második epizódjában.

## Galéria

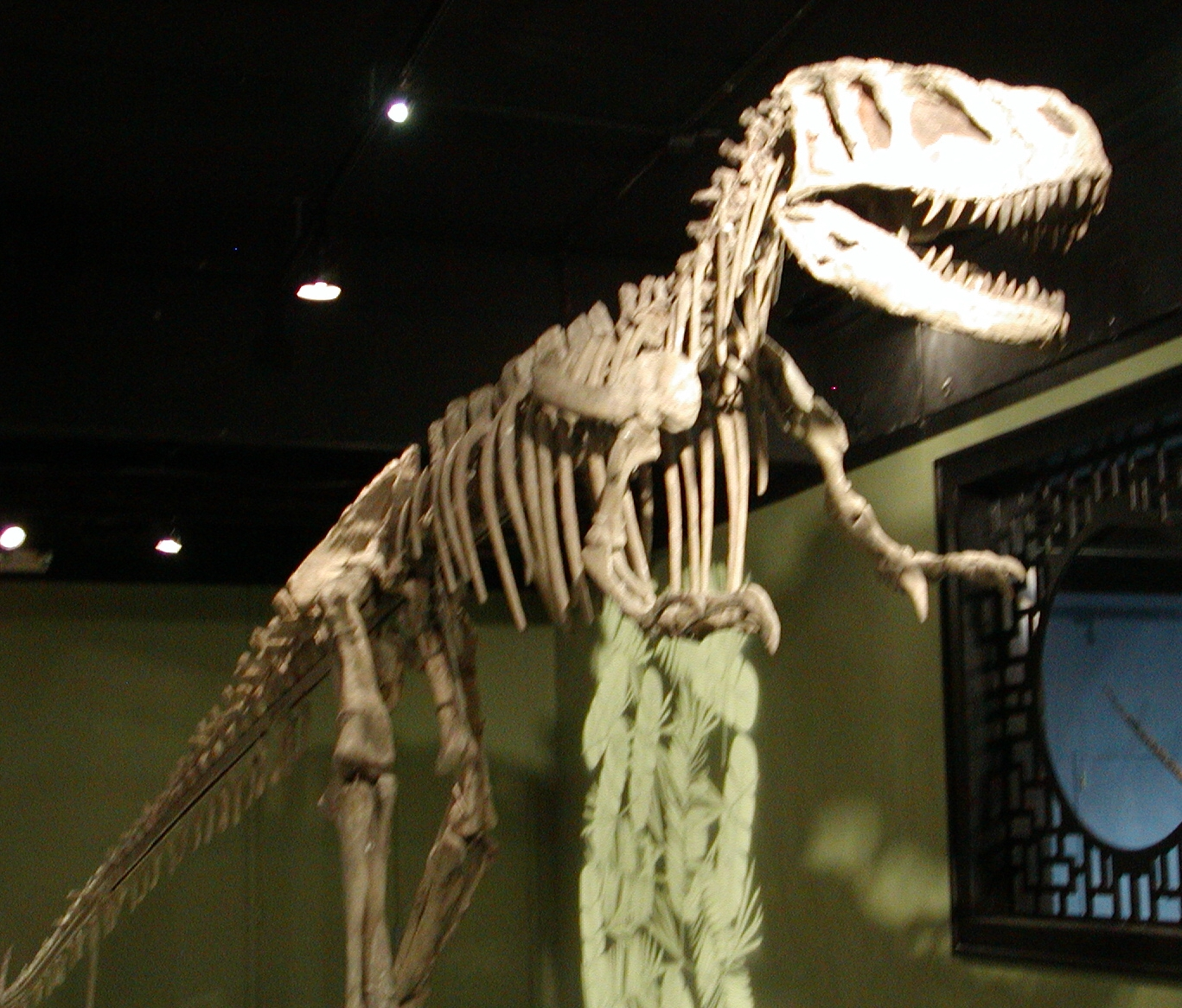
A Sinraptor hepingensis csontváza a Pekingi Természetrajzi Múzeumban.
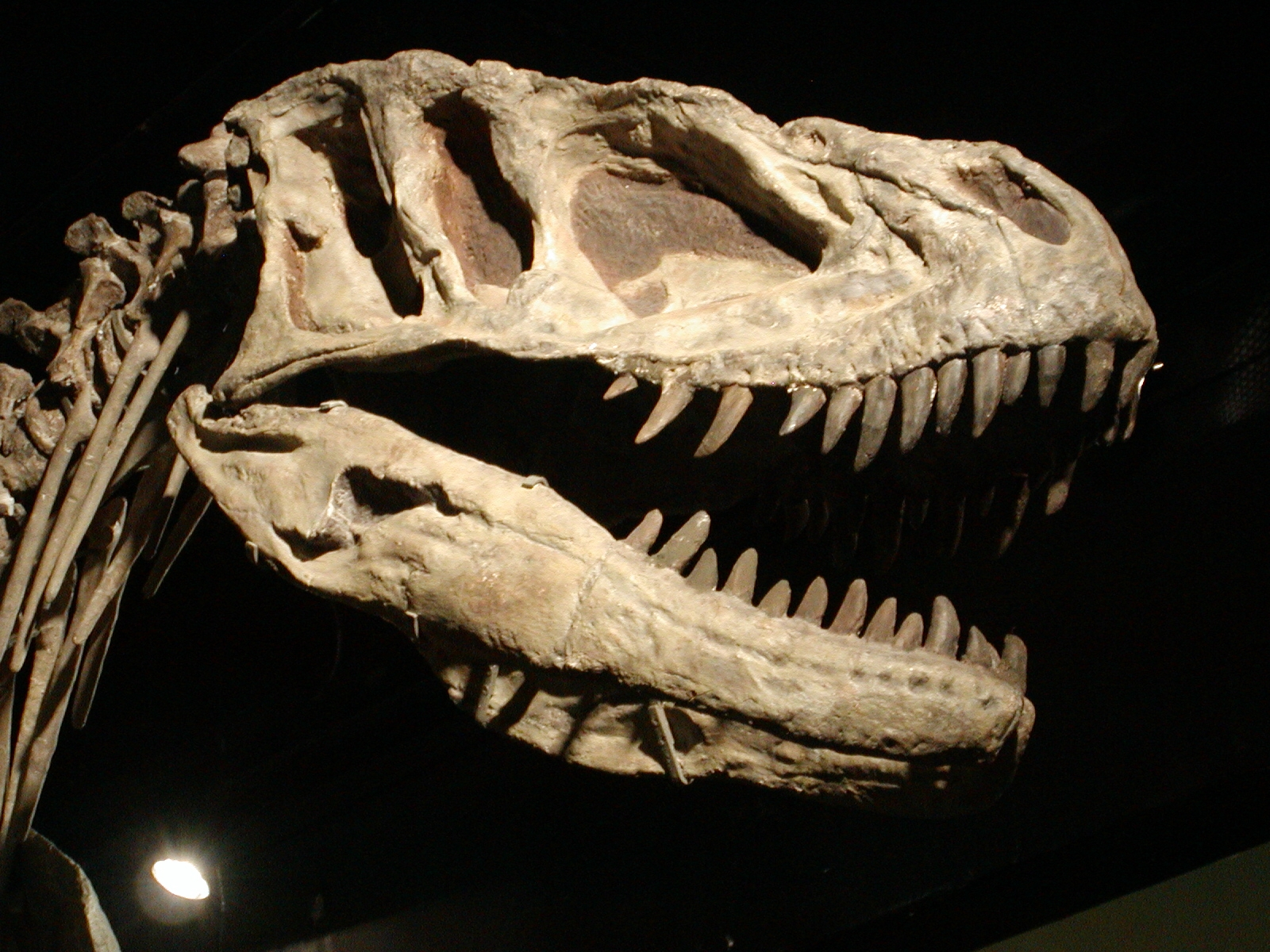
A Sinraptor hepingensis koponyája a Pekingi Természetrajzi Múzeumban.
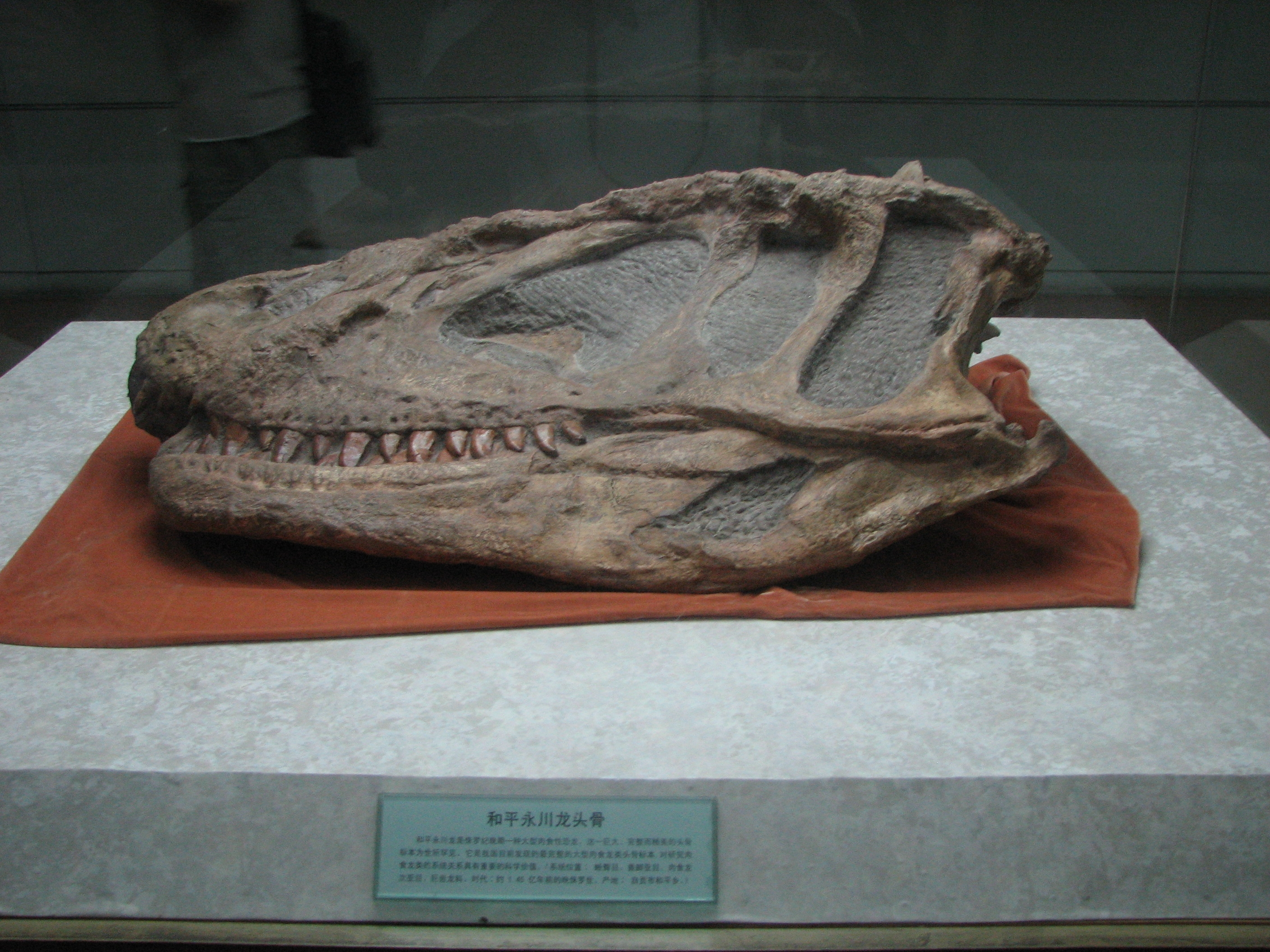
A Sinraptor koponyája a Zigong Dinoszaurusz Múzeumban

## Fordítás
- Ez a szócikk részben vagy egészben a Sinraptor című angol Wikipédia-szócikk ezen változatának fordításán alapul.  Az eredeti cikk szerkesztőit annak laptörténete sorolja fel. Ez a jelzés csupán a megfogalmazás eredetét és a szerzői jogokat jelzi, nem szolgál a cikkben szereplő információk forrásmegjelöléseként.